# Lakshmi Holmström
Lakshmi Holmström (1 de junio de 1935 – 6 de mayo de 2016) fue una escritora  indo-británica, crítica literaria, y traductora de ficción en Tamil al inglés. Sus trabajos más notabales fueron sus traducciones de cuentos y novelas de los escritores contemporáneos en Tamil, como Mauni, Pudhumaipithan, Ashoka Mitran, Sundara Ramasami, C. S. Lakshmi, Bama, y Imayam. Obtuvo su grado en Literatura Inglesa en la Universidad de Madras y su posgrado en la Universidad de Oxford. Su trabajo de posgrado fue sobre los trabajos de R. K. Narayan. Fue fundadora de SALIDAA (South Asian Diaspora Literature and Arts Archive), una organización para archivar los trabajos de artistas y escritores británicos originarios del sur de Asia. Vivió en el Reino Unido.
Fue nombrada Miembro de la Orden del Imperio Británico (MBE) en el New Year Honours de 2011 por sus servicios a la literatura.
Murió de cáncer el 6 de mayo de 2016.

## Premios y Becas
- 2000  Crossword Book Award en la categoría de traducción de ficción en lengua india por Karukku, de Bama
- 2003@–2006 Socio, El Fondo Literario Real de la Universidad de Anglia del Este
- 2006 Crossword Book Award en la categoría de traducción de ficción en lengua india por In a Forest, A Deer, de C. S. Lakshmi
- 2007 Iyal Virudhu Lifetime Achievement Award dado por el Tamil Literary Garden
- 2015 Crossword Book Award en la categoría de traducción de ficción en lengua india por Children, Women, Men, de Sundara Ramaswamy[9]
- 2016 El Un.K.  A.K. Ramanujan Book Prize por traducción de una lengua del sur de Asia, otorgado por la Asociación para Estudios asiáticos por Children, Women and Men, originalmente publicado como Kuzhandaigal, Pengal, Aangal por Sundara Ramaswamy, Penguin Books India